# 赤坂茂好
赤坂 茂好（あかさか しげよし、1947年1月12日 - ）は、日本の実業家。元株式会社プリンスホテル代表取締役社長。西武ホールディングス取締役。

## 概要
1947年1月12日、栃木県日光市出身。1969年日本大学経済学部を卒業。1973年3月、中宮祠林業株式会社に入社。1976年4月、国土計画に入社。日光プリンスホテル支配人。2002年3月、コクド群馬総支配人。2003年6月、取締役。2006年2月、プリンスホテル取締役長野・群馬地区総支配人。2007年6月、常務執行役員第4事業担当。2009年6月、専務執行役員第3事業担当。2015年8月、代表取締役副社長。12月1日、代表取締役社長。2016年6月、西武ホールディングス取締役。7月27日、ザ・プリンスギャラリー 東京紀尾井町を開業。11月10日、シドニーにオフィスを設立。2017年4月1日、東京プリンスホテルをリニューアルオープン 。6月10日、名古屋プリンスホテルスカイタワー予約受付（10月2日に開業）。10月4日、StayWell Holdings Pty Ltdの運営を開始（本社：オーストラリア シドニー）。12月14日、会員制ホテル事業（プリンス バケーション クラブ）に参入（2019年度 開業予定）。2018年12月14日、しもつけ21フォーラムで講演。